# Bactrocera anchitrichota
Bactrocera anchitrichota är en tvåvingeart som beskrevs av Drew 1989. Bactrocera anchitrichota ingår i släktet Bactrocera och familjen borrflugor. Inga underarter finns listade.